# Змиевка (Пензенская область)
Змиевка — посёлок в Башмаковском районе Пензенской области России. Входит в состав Высокинского сельсовета.
Расположен в 4 км к югу от села Высокое.

## Население
| 2010 |
| ---- |
| 7    |

## История
Основан в период Столыпинской реформы, как хутор поселка Раздольного. С 1955 г. в составе Высокинского сельсовета. Действовал колхоз «19-й съезд партии».